# Роман про країни періоду Східна Чжоу
Роман про країни періоду Східна Чжоу, Дун Чжоу лє ґо чжи 東周列國志, — другий за впливовістю китайський історичний роман імперського часу, укладений напочатку династії Цін (18 ст.) з раніших матеріалів. На відміну від більш відомого «Роману трьох держав» має як розважальну, так і освітню функцію. Матеріалом роману стали класичні джерела, найвідоміші сцени з яких було об'єднано задля нарису історії від падіння династії Західна Чжоу до утворення першої імперії, Цінь (див. Цінь Ши Хуан-ді).
Роман було видано у період Цяньлун (1735–1796) із передмовою Цая Юаньфана zh:蔡元放, це видання отримало найбільше розповсюдження. Цай використав текст Фена Менлуна (1574–1646, династія Мін), який у свою чергу опрацював ранішу збірку (автор Юй Шаоюй 余邵鱼 Yú Shàoyú, династія Мін). Зміст роману — белетризовані оповіді з «Ши цзі», «Чжаньґо це», збірки промов «Ґо юй» та літопису «Цзо чжуань», збарвлені фольклорними рисами.
Роман було перекладено тайською мовою у 1819 році, в'єтнамською у 1933 та корейською у 2003. Перекази сцен роману (?) виконав також японський письменник Харуо Сато Haruo Sato (佐藤 春夫 Satō Haruo, 1892–1964).
Найяскравіші оповіді роману склали матеріал переказів сучасною літературною китайською мовою (zh:东周列国故事新编, 1948) та екранізацій у телесеріалах (zh:东周列国春秋篇, 1996; zh:东周列国战国篇, 1997).